# Bundaleer-Reservoir
Das Bundaleer-Reservoir ist ein kleines Staubecken bei Spalding in South Australia, Australien.
Es liegt rund 160 Kilometer nördlich von Adelaide und etwa 120 Kilometer südöstlich von Port Augusta.

## Zweck
Das Bundaleer-Reservoir wurde zwischen 1898 und 1903 gebaut, um ein großes Gebiet von Snowtown bis Port Wakefield mit Wasser zu versorgen. Es war eines von mehreren großen Bewässerungsprojekten als Reaktion auf eine schwere Dürre in den 1890er Jahren. Die Bauarbeiten begannen 1898, nachdem die benötigten Weidegründe, darunter der Bundaleer-Station, erworben worden waren.
Das Bundaleer-Reservoir war bis zur Fertigstellung der Morgan-Whyalla-Pipeline im Jahr 1944 eine wichtige Wasserquelle für Trinkwasser und die Landwirtschaft für Snowtown, Redhill, Brinkworth, Narridy, Blyth und Port Wakefield. Neben dem Beetaloo-Reservoir trug das Bundaleer-Reservoir auch dazu bei, die Wasserversorgung der Bleihütten in Port Pirie zu sichern. Heute dient es der Notversorgung.

## Bau
An den Bauarbeiten waren zu Hochzeiten bis zu 500 Bauarbeiter beschäftigt. In der Regel campten zwischen 200 und 400 Bauarbeiter mit Pferden und Ausrüstung auf der Baustelle. Während der Bauarbeiten beherbergte eine provisorische Siedlung die Arbeiter. In der Siedlung gab es drei Metzger, drei Bäcker, drei Verkäufer von kühlen Getränken, einen Schuster, einen Tuchmacher, eine Arztpraxis, eine aus drei Zelten bestehende Polizeistation, einen Cricket-Club, ein Schulzimmer aus verzinktem Blech, Zelte für alleinstehende Männer, ein Lager für verheiratete Männer und mehrere Pensionen. Ein Offizier der Heilsarmee fuhr jeden Donnerstag mit dem Fahrrad aus Jamestown in die Arbeitersiedlung.

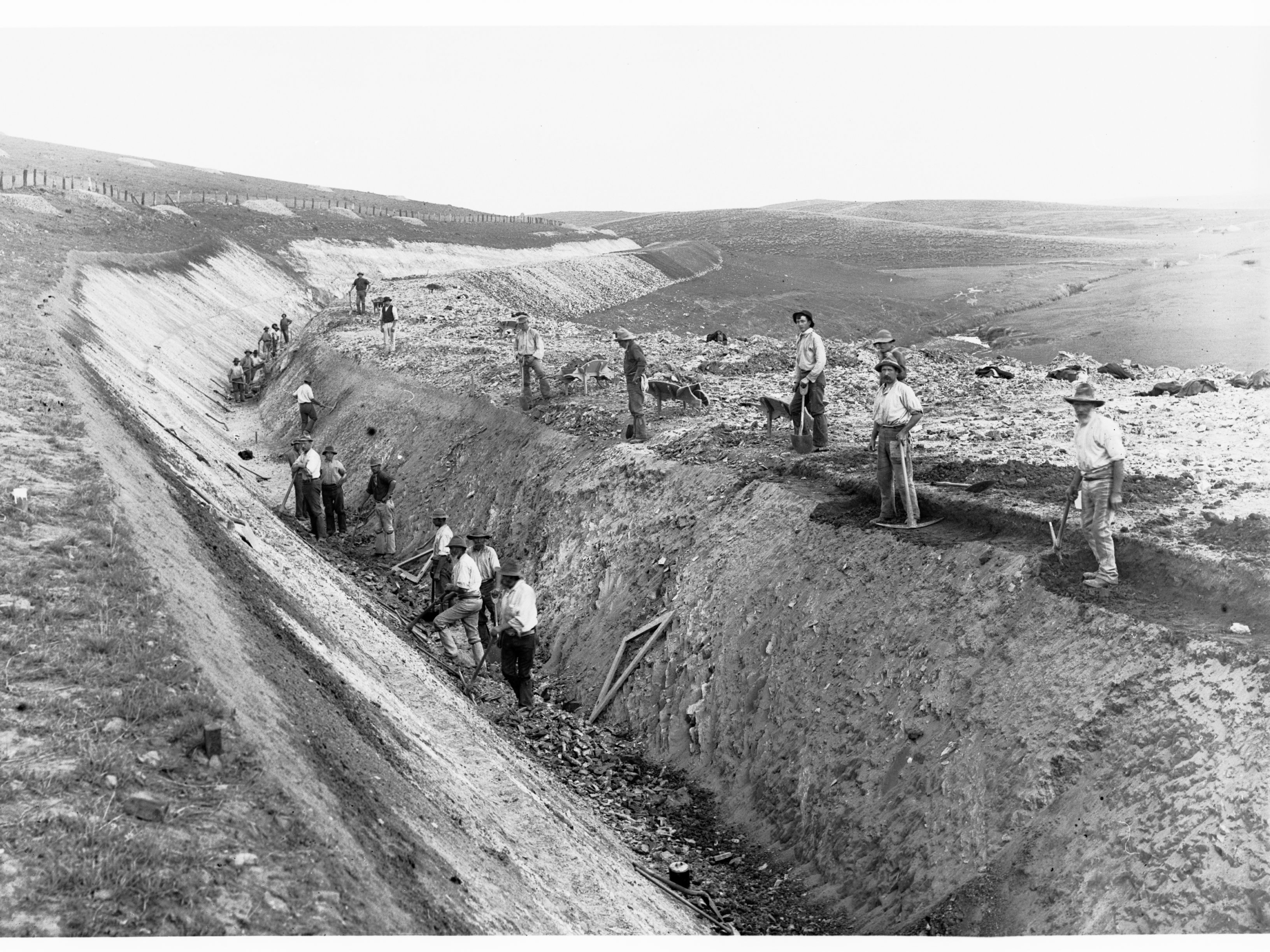
Bauarbeiten
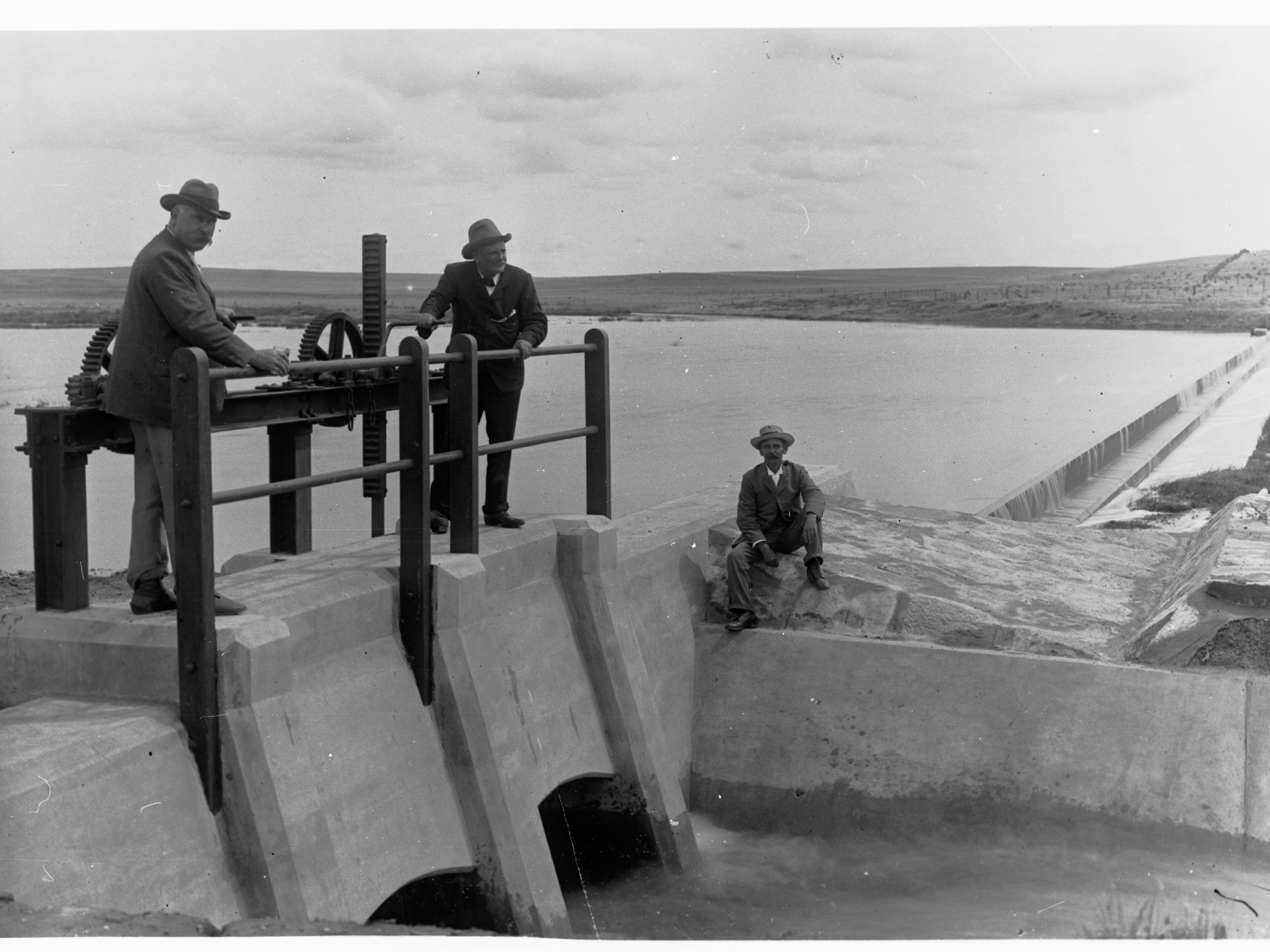
Wehr
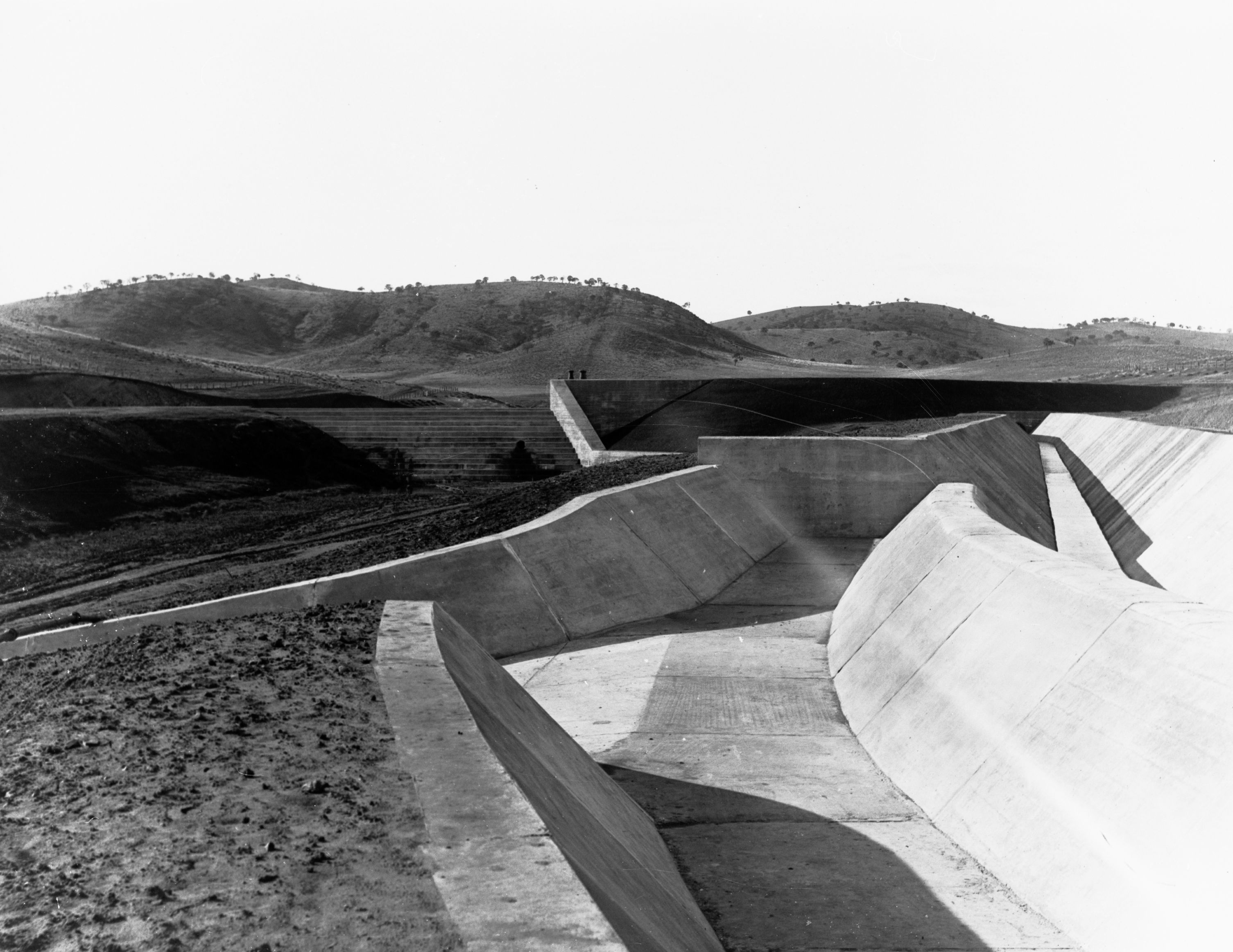
Betonierte Ablaufkanäle

## Technische Daten
Der rund 325 Meter lange Damm war ursprünglich an der Basis 122 Meter und an der Krone sechs Meter breit. Das Reservoir verfügte anfangs über zwei Einlaufkanäle, ein Wehr über den Bundaleer Creek, der kontinuierlich floss, ein Aquädukt von 150 Metern Länge und 15 Metern Höhe. 
Das Wasser wurde über ein 25 Kilometer langes Netz von Betonkanälen, die über zwei Wehre bewässert wurden, verteilt.
Der See hat eine Breite von rund einem Kilometer und eine Länge von nicht ganz einem Kilometer.

## Fischbestand
Das Bundaleer-Reservoir wird von RecFish SA mit Australischem Goldbarsch, Silberbarsch, Murray Cod, Regenbogenforelle und Bachforelle bestückt.